# Foho Aimia
Der Foho Aimia (kurz: Aimia) ist ein Berg in der osttimoresischen Gemeinde Bobonaro. Er liegt im Norden des Sucos Purugua (Verwaltungsamt Cailaco), in der Aldeia Heda, und hat eine Meereshöhe von 231 m. Nördlich liegt das Dorf Bilimau.